# アンコール・ワット (宝塚歌劇)
ミュージカル・ファンタジー『アンコール・ワット』は宝塚歌劇団雪組のミュージカル作品。24場。併演は『笹四郎の笛』。1964年10月1日から10月29日まで宝塚大劇場で公演があった。

## ストーリー
東南アジアのアンコールワットの遺跡にまつわる悲しい物語。その昔、カンボジアに扶南という国王があったが隣国クメールに滅ぼされる。扶南の姫・ラーガは蛇の化身となって甦り、クメールの皇帝・ドラビア王を誘惑し始める。ガムラン音楽の響きが幻想的に盛り上げた。

## スタッフ
- 作・演出：鴨川清作[1]
- 音楽：中井光靖[1]、入江薫[1]、寺田瀧雄[1]
- 音楽指導：橋本和明[1]
- 振付：河上五郎[1]、岡正躬[3]、県洋二[3]、アキコ・カンダ[3]
- 装置・照明：黒田利邦[3]
- 照明：山本重信[3]
- 衣装：静間潮太郎[3]
- 小道具：生島道正[3]
- 効果：村上茂[3]
- 録音：松永浩志[3]
- 演出助手：酒井澄夫[3]、阿古健[3]
- 振付助手：鈴木武[3]

## 主な出演者
- 皇太后：大路三千緒[1]
- ラーガ：松乃美登里[1]
- ドラビヤ王：真帆志ぶき[1]
- マニマーラ姫：日夏悠理[1]
- 皇后プラバーラ：加茂さくら[1]
- 侍女ルデイタ：三鷹恵子[1]
- ニードラ姫：可奈潤子[1]
- アシュラナーガ：牧美佐緒[1]